# أيدان ليو
أيدان ليو (بالإنجليزية: Aidan Liu)‏ هو لاعب كرة قدم أمريكي، ولد في 1 يوليو 2000 في شيكاغو في الولايات المتحدة.